# Ignacio de Armesto Ossorio
Ignacio de Armesto Ossorio, escritor antiilustrado español de la primera mitad del siglo XVIII.

## Biografía
Poco se conoce sobre él, salvo que vivió en Madrid; fue uno de los impugnadores del ilustrado padre Benito Jerónimo Feijoo, pues le irritaron sus ataques contra los errores comunes de la tradición, de forma que escribió contra su Teatro crítico universal un Theatro anti-crítico universal, sobre las obras del Muy R. P. Maestro Feijoo, de el Padre Maestro Sarmiento y de D. Salvador Mañer, en que se empieza con un breve selecto de lo que dice el Padre Maestro; se reparte la Justicia á cada uno en los puntos diferentes, que los tres gallardos campeones ventilan entre sí, y se convence la verdad crítica contra los principales asuntos, y otras varias opiniones de el Theatro. Para desagravio de errores comunes (Madrid: Oficina de Francisco Martínez Abad, 1735). La obra fue continuada posteriormente en otros dos tomos más y está dedicada a los marqueses de Torrenueva. Contiene dieciséis discursos que glosan respectivamente los primeros discursos del padre Feijoo, repartidos así:
- Tomo I. Voz del pueblo - Virtud y vicio - Humilde y alta fortuna - La política más fina. — Medicina. — Régimen para conservar la salud - Desagravio de la profesión literaria.
- Tomo II. Astrología Judiciaria y Almanaques - Eclipses - Cometas - Años climatéricos. —— Senectud del mundo - Consectario contra los filósofos modernos - Música de los templos - Paralelo de las lenguas - Defensa de las mujeres.

Marcelino Menéndez Pelayo, a pesar de su postura como defensor de la tradición española, condenó este libro "a perpetua oscuridad y olvido" a causa de su "ignorancia e intransigencia", en su Historia de los heterodoxos españoles. El Teatro anticrítico exigió del propio autor una defensa, que imprimió con el título de Papel de Aviso a los Censores Nominales del Anti-Crítico... Madrid, s. i., 1738. A este folleto contestó a su vez Alonso Pérez Carvajal con su Carta... en respuesta del antecedente papel... (S. l.- s. i.: 1738).

## Obra
- Theatro anti-crítico universal sobre las obras del muy R. P. Maestro Feyjoo, de el Padre Maestro Sarmiento y de Don Salvador Mañer, en que se empieza con un breve selecto de lo que dice el Padre Maestro, se reparte la justicia a cada uno en los puntos diferentes que los tres gallardos campeones ventilan entre sí y se convence la verdad crítica, contra los principales asuntos y otras varias opiniones de el Theatro, para desagravio de errores comunes. Madrid: en la Oficina de Francisco Martínez Abad, s. f. [Madrid], s. f. [1735], v. I y II, y 1737, v. III.
- Papel de Aviso a los Censores Nominales del Theatro Anti-Crítico, en que se responde a los cargos del Diario de los Literatos, y se recarga la censura con seis errores calificados en la República literaria Madrid, s. i., 1738.

- Datos: Q16578181